# آزمون ایمنی الکتریکی
هدف از انجام آزمون ایمنی الکتریکی، حصول اطمینان از رعایت استانداردهای ایمنی و عملکرد بی‌خطر تجهیزاتی است که از انرژی الکتریکی استفاده می‌کند. در همین راستا، دولت‌ها و آژانس‌های متعدد بین‌المللی قوانین و دستورالعمل‌های سخت‌گیرانه‌ای را در خصوص دستگاه‌ها و تجهیزاتی که در سطح جهانی به فروش می‌رسند ابلاغ کرده‌اند. به این ترتیب، در بسیاری از بازارها تبعیت از استانداردهای ایمنی‌ای که توسط آژانس‌های ایمنی و استاندارد نظیر UL, CE, VDE, CSA, BSI, CCC و … تصویب و ابلاغ شده‌اند الزامی است. برای اثبات تبعیت از این قوانین و رعایت استانداردها، هر محصول می‌بایست آزمون‌های ایمنی مختلفی را نظیر آزمون ولتاژ بالا (یا آزمون تحمل ولتاژ دی‌الکتریک)، آزمون مقاومت عایقی، آزمون اتصال به زمین و آزمون جریان نشتی (آزمون نشتی خط، آزمون جریان نشتی زمین، آزمون جریان نشتی بدنه یا آزمون جریان نشتی بیمار) بگذراند. جزئیات انجام این آزمون‌ها در IEC 60335، IEC 61010 و بسیاری از منابع ملی و بین‌المللی دیگر بیان شده‌است.
به‌طور کلی، IEC 60335 پراستفاده‌ترین استاندارد موجود برای سنجش ایمنی الکتریکی تجهیزات (به ویژه تجهیزات و وسایل خانگی) است و بسیاری از آزمون‌های سنجش ایمنی الکتریکی در جهان بر اساس این استاندارد طراحی شده‌اند. همچنین برای تأمین ایمنی و سلامت در محل کار، بخش‌های زیادی از قوانین بهداشت و سلامت حرفه‌ای شامل دستورالعمل‌هایی در خصوص ایمنی الکتریکی و ادوات مورد نیاز برای کار با تجهیزات الکتریکی در ولتاژهای پایین و بالاست.

## آزمون‌های ایمنی الکتریکی

### آزمون ولتاژ بالا (تحمل ولتاژدی‌الکتریک)
در این آزمون برای سنجش صحت عمل‌کرد، تجهیزات الکتریکی در ولتاژی بسیار بالاتر از ولتاژ نامی و عمل‌کردی مورد استفاده قرار می‌گیرند. در این آزمون عایق مورد استفاده در محصول نسبت به حالت عادی تحت ولتاژ بالاتری قرار می‌گیرد و در صورت رخ ندادن پدیدهٔ شکست دی‌الکتریک در آن، آزمون با موفقیت به پایان می‌رسد. ولتاژ اعمالی در این آزمون، در اکثر مواقع معادل دو برابر ولتاژ عمل‌کردی دستگاه در حالت عادی است؛ هرچند در هنگام طراحی محصولات الکتریکی با کلاس ایمنی II، ممکن است ولتاژهای بسیار بالاتری نیز مورد استفاده قرار بگیرند. همچنین لازم است ذکر شود برای تمامی تجهیزات الکتریکی، این آزمون یک آزمون سراسری است؛ در واقع تمامی واحدهای تولیدشده از دستگاه می‌بایست مورد آزمون واقع شده و تنها در صورت گذراندن این آزمون می‌توانند مورد استفاده قرار بگیرند.

### آزمون مقاومت عایقی
هدف از انجام این آزمون سنجش مقاومت کلی عایق مورد استفاده در تجهیزات الکتریکی با اعمال ولتاژ ۵۰۰ – ۷۰۰ ولت (برای سیستم‌های ولتاژ پائین) است. مقدار کمینهٔ مقاومت عایق برای گذراندن آزمون مقاومت عایقی، در حدود یک مگا اهم است. این آزمون به هیچ‌عنوان جایگزینی برای آزمون تحمل ولتاژ دی‌الکتریک نیست و بسیاری از استانداردها و آژانس‌های ایمنی این آزمون را نیز به عنوان یک آزمون سراسری قلمداد کرده‌اند. همچنین می‌توان پس از هر عملیات تعمیر نیز تجهیزات الکتریکی را مجدداً تحت این آزمون مورد بررسی قرار داد.

### آزموناتصال به زمین
در این آزمون مقاومت بین پین سوم (پین زمین) و بدنهٔ رسانای خارجی دستگاه اندازه‌گیری می‌شود. به‌طور کلی، بیشینهٔ مقدار قابل قبول برای این مقاومت ۰٫۵ اهم (و در برخی از استانداردها ۰٫۱ اهم) است. به‌طور معمول این آزمون در جریان‌های اندکی بالاتر (در حدود ۲۵–۶۰ آمپر) انجام می‌شود تا ولتاژ بدنهٔ دستگاه، حتی در جریان‌های بالاتر، پیش از قطع جریان توسط مدار در حدود ایمن باقی بماند. انجام این آزمون برای حصول اطمینان از عدم بروز شوک الکتریکی به علت نقص فنی در عایق ضروری است. به‌طور مثال، در کشور هند جریان مشخص‌شده برابر ۱۶ آمپر است و آزمون در جریان ۳۲ آمپر انجام می‌شود.

### آزمون جریان نشتی (آزمون نشتی خط)
هدف از انجام این آزمون اندازه‌گیری جریان نشتی ناخواستهٔ عبوری از عایق (دی‌الکتریک) خازن است. این آزمون معمولاً در ۱۰۰٪ - ۱۱۰٪ ولتاژ عمل‌کردی دستگاه مورد آزمون انجام می‌شود و بیشینهٔ جریان نشتی قابل قبول در آن در حدود ۲۰ میکروآمپر است. در ابتدا این آزمون فقط برای تجهیزات پزشکی به شکل اجباری انجام می‌شد.

## انجام آزمون ایمنی الکتریکی

### بازرسی بصری
در این مرحله متخصص یا تکنسین برق، پیش از آغاز آزمون، تجهیز الکتریکی را مورد بررسی بصری قرار می‌دهد. در این گام آسیب فیزیکی مشهود (مثل شکستگی)، محل نامناسب به‌کارگیری تجهیزات، اضافه‌بار یا تولید گرمای نامتعارف توسط تجهیز الکتریکی مشخص می‌شود.

### آزمون غیرفعال
- آزمون پیوستگی: آزمونی که در آن وجود اتصالات اشتباه و ناقص (در رساناها و سیم‌های تجهیز الکتریکی) مورد بررسی قرار می‌گیرد.
- آزمون مقاومت عایقی: آزمونی که صحت عمل‌کرد عایق مورد استفاده در تجهیز را بررسی می‌کند.
- آزمون تقارن (پلاریته): این آزمون ترتیب صحیح اتصالات را مورد بررسی قرار می‌دهد.
- آزمون آرایش زمین: این آزمون صحت آرایش زمین تجهیز و صحت اتصالات زمین را بررسی می‌کند.

### آزمون فعال
- آزمون خطا در امپدانس حلقهٔ زمین: این آزمون مدت زمان بین بروز خطا و قطع جریان توسط دستگاه را در صورت ایجاد اشکال در عمل‌کرد دستگاه بررسی می‌کند.
- آزمون RCD: امروزه در بسیاری از سیستم‌های الکتریکی از تجهیزات RCD و RCBO استفاده می‌شود. این دستگاه‌های در هنگام ناپدید شدن جریان الکتریکی در مدار (همانند عبور جریان الکتریکی از طریق بدن کاربر به زمین) جریان الکتریکی را قطع می‌کنند. این آزمون، صحت عمل‌کرد این تجهیزات را مورد بررسی قرار می‌دهد.

### گزارش نتایج
پس از انجام آزمون‌های ایمنی الکتریکی، متخصص ایمنی الکتریکی گزارش وضعیت تجهیز الکتریکی یا گزارش آزمون و بازبینی دوره‌ای تجهیز را ثبت می‌کند. در این گزارش تمامی آسیب‌ها، عیوب، شرایط خطرساز و عدم‌تطابق‌های احتمالی با استانداردهای روز ایمنی که ممکن است ریسک بروز خطا را افزایش دهند ذکر می‌شود. در صورت وجود خطر یا احتمال وجود آن در تجهیز الکتریکی، شرایط کلی دستگاه در این گزارش با عنوان «نامطلوب» ارزیابی می‌شود که نشان می‌دهد برای جلوگیری از بروز خطر به اقدام فوری نیاز است.